# Mistrzostwa Polski w piłce siatkowej mężczyzn (1929)
Mistrzostwa Polski w piłce siatkowej mężczyzn 1929 – pierwsza w historii edycja rozgrywek o mistrzostwo Polski w piłce siatkowej mężczyzn. Rozgrywki miały formę turnieju rozgrywanego w Warszawie w hali tenisowej na terenie Parku Sobieskiego. W turnieju mogły wziąć udział drużyny, które zwyciężyły w eliminacjach okręgowych. Mecze był rozgrywane na czas, a nie jak obecnie na wygrane partie.

## Rozgrywki
Uczestniczące w mistrzostwach drużyny grały systemem "każda z każdą". Cracovia nie przybyła na zawody, wobec czego przyznano walkowery pozostałym drużynom.
 Wyniki meczów
| Data       | Drużyna 1          | Wynik | Drużyna 2          | Sety         |
| ---------- | ------------------ | ----- | ------------------ | ------------ |
| 12.10.1929 | YMCA Łódź          | 2:0   | AZS Wilno          | 15:5, 15:4   |
| 12.10.1929 | AZS Warszawa       | 2:0   | Sokół Macierz Lwów | 15:6, 15:8   |
|            |                    |       |                    |              |
| 12.10.1929 | YMCA Łódź          | 2:0   | Sokół Macierz Lwów | 15:5, 15:6   |
| 12.10.1929 | AZS Warszawa       | 2:0   | AZS Wilno          | 15:2, 15:3   |
|            |                    |       |                    |              |
| 13.10.1929 | YMCA Łódź          | 1:1   | AZS Warszawa       | 15:12, 14:15 |
| 13.10.1929 | Sokół Macierz Lwów | 2:0   | AZS Wilno          | 15:6, 15:5   |

## Skład drużyny mistrza Polski
- YMCA Łódź: Alojzy Welnitz, S. Olczak, S. Jegorow, A Pęski, W Krauze, J. Zalasiewicz.

## Klasyfikacja końcowa
| Miejsce | Drużyna            |
| ------- | ------------------ |
| złoto   | YMCA Łódź          |
| 2.      | AZS Warszawa       |
| 3.      | Sokół Macierz Lwów |
| 4.      | AZS Wilno          |